# التعدين في رواندا

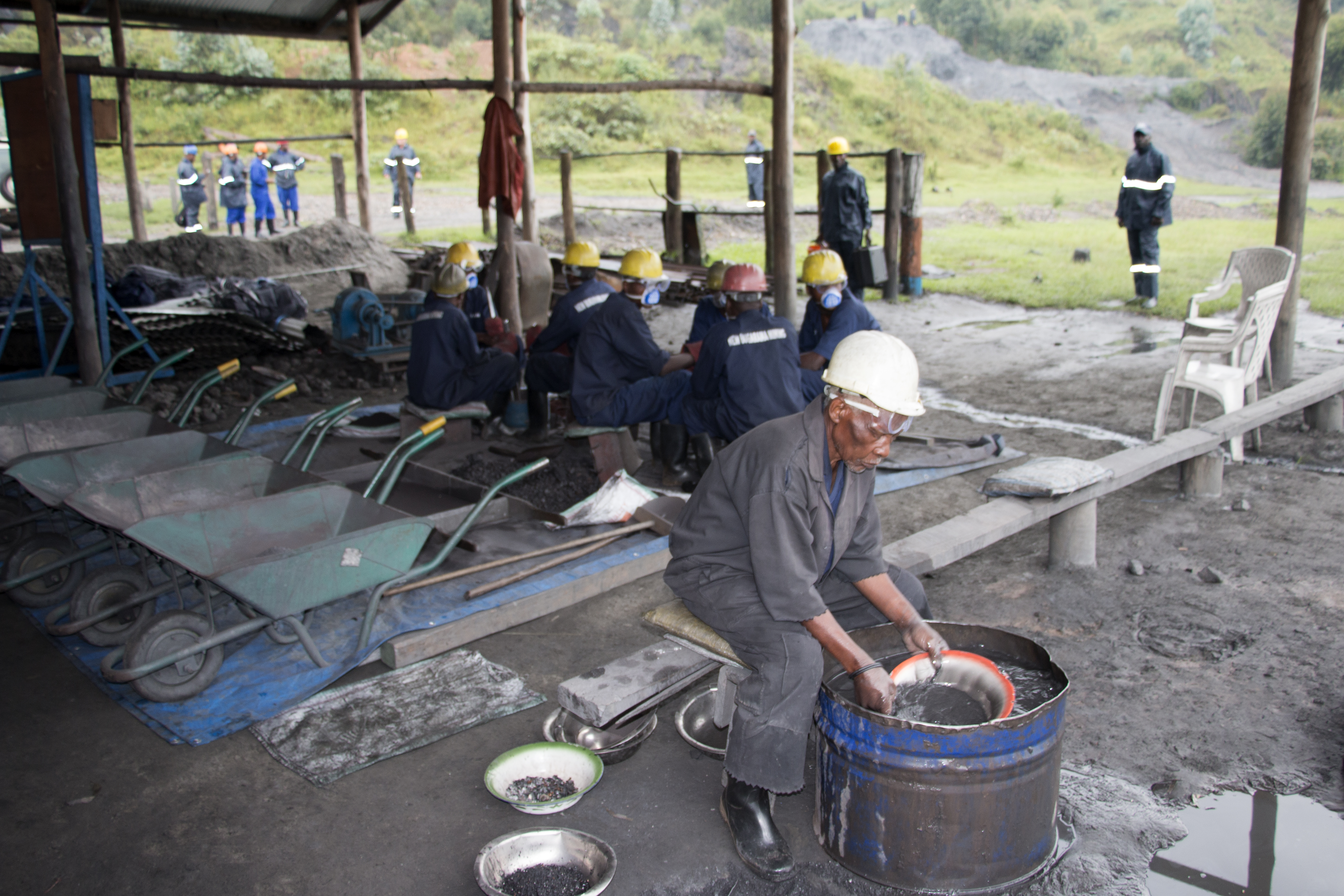

التعدين في رواندا يعتمد التعدين في رواندا على استخراج المعادن مثل القصدير والتنتالوم والتنجستن. في عام 2010 حققت رواندا حوالي 67.8 مليون دولار أمريكي كعائدات نقدية من صادرات المعادن، والتي تشكل مانسبته 14.9٪ من إجمالي الصادرات، مما يجعل من المناجم أكبر مصدر لإيرادات الصادرات الرواندية.

## استخراج المعادن
- يعد أكاسيد القصدير أكبر أحجام الإنتاج والتصدير في رواندا، حيث يبلغ حوالي 874 3 طناً بقيمة 42.2 مليون دولار في عام 2010، من 4.269 طن في عام 2009.
- يتبعه معدن كولتان، والذي يبلغ إنتاجه حوالي 749 طن في عام 2010، وبلغت قيمتها 18.48 مليون دولار، من 949 طن في عام 2009. ثم معدن ولفرام (خام التنجستن) والذي يبلغ إنتاجه حوالي 843 طن في عام 2010 بقيمة 7.1 مليون دولار، بانخفاض من 874 طن في عام 2009.
- تنتج رواندا حوالي 9 ٪ من التنتالوم من مجمل إنتاج العالم، ويستخدم في تصنيع الإلكترونيات، وحوالي 4 ٪ من التنغستن العالمي.[1]

### وقف التعدين
في شهر أكتوبر 2012م أوقفت وزارة الموارد الطبيعية في رواندا أنشطة التعدين في المقاطعة الغربية للبلاد على أساس أنها كانت تعرض نهر سبيا للخطر. وقد قوبل هذا القرار بالسلب بسبب خسارة شركات التعدين المتضررة من الإنتاج وخسارة الآلاف من فرص العمل للعمال في المناجم.